# ZX 80
Sinclair ZX80 je kućno računalo koje je razvila engleska tvrtka Sinclair Research i koje je bilo dostupno na tržište Ujedinjenog Kraljevstva 1980.,  a cijena je bila 99,95 GBP. ZX80 je bilo moguće kupiti i u kit verziji, gdje je kupac trebao sam zalemiti sve komponente. Arhitektura ZX80 zasnovana je na mikroprocesoru NEC μPD780C-1 (klonu Zilog Z80) koji je radio je na taktu od 3,25 MHz. Osnovna radna memorija (RAM) bila je 1 KB (proširivo na 16 KB), te 4 KB ROM-a koji s ugrađenim Sinclair BASIC-om, uređivačem teksta (editorom), te jednostavnim operacijskim sustavom. Prodano je oko 50.000 primjeraka ZX80, no mnogo ih nije uspjelo preživjeti te su sada tražena roba među kolekcionarima.

## Vanjske poveznice
- Planet Sinclair: ZX80  Arhivirana inačica izvorne stranice od 16. rujna 2013. (Wayback Machine)